# NRW Kultursekretariat
Das NRW Kultursekretariat (kurz NRWKS, Eigenschreibweise NRW KULTURsekretariat) ist eine öffentlich-rechtliche interkommunale Kulturförderinitiative der großen Städte und eines Landschaftsverbands in Nordrhein-Westfalen. Sie wurde 1974 gegründet und hat ihren Sitz in Wuppertal.

## Profil und Struktur
Gemeinsam mit seinen kommunalen, aber auch überregionalen und internationalen Kulturpartnern initiiert, fördert und organisiert das NRW Kultursekretariat eine Vielzahl von Programmen, Projekten und Veranstaltungen in den Bereichen Theater, Musik, Bildende Kunst, Literatur und Tanz.
Schwerpunkte liegen seit 2014 auf der internationalen und digitalen Kultur sowie den Themen Diversität und Interkultur.
Das NRWKS verbindet Akteure aus allen Kulturfeldern und beteiligt sich darüber hinaus an der Initiative „Die Vielen“ für die Freiheit der Kunst.
Im Rahmen seiner internationalen Aktivitäten koordiniert das NRW Kultursekretariat gemeinsam mit dem Ministerium für Kultur und Wissenschaft des Landes NRW das internationale Besucherprogramm. Ebenfalls in Kooperation mit dem Kulturministerium NRW steuert das NRW Kultursekretariat seit Ende 2018 die Profilförderung „Neue Wege“ für kommunale Theater und Orchester in NRW.

## Arbeitsweise und Finanzierung
Das NRW Kultursekretariat besteht aus einem Team fester und freier Mitarbeiter, das die Programmarbeit in enger Kooperation mit den einzelnen Kulturpartnern organisiert und koordiniert.
Gelenkt wird die Arbeit durch die Gremien Arbeitsausschuss und Vollversammlung. Darüber hinaus gibt es einen regelmäßigen Programmausschuss auf der Arbeitsebene der beteiligten Kommunen. Zahlreiche Programme und Projekte werden in Beiräten, Jurys und Kuratorien beraten und entschieden.
Die Institution NRWKS wird von seinen Partnerstädten finanziert, während die Projektmittel vom Land NRW zur Verfügung gestellt werden, programmbezogen auch von Stiftungen und anderen Förderern auf Landes- und Bundesebene. Gefördert wird im Rahmen eines jährlich von der Vollversammlung der Mitgliedsstädte verabschiedeten Programms.

## Mitgliedsstädte
- Aachen
- Bielefeld
- Bochum
- Bonn
- Dortmund
- Düsseldorf
- Duisburg
- Essen
- Gelsenkirchen
- Hagen
- Köln
- Krefeld
- Mönchengladbach
- Moers
- Mülheim an der Ruhr
- Münster
- Neuss
- Oberhausen
- Recklinghausen
- Solingen
- Wuppertal
- Landschaftsverband Rheinland